# Bondsrepubliek Duitsland op de Olympische Spelen
De Bondsrepubliek Duitsland (tot 1990 informeel: West-Duitsland) was een van de landen die deelnam aan de Olympische Spelen. De Bondsrepubliek trad bij de Winterspelen van 1968 voor het eerst op naast een team uit de DDR. In datzelfde jaar kwam het voor het eerst uit op de Zomerspelen naast een team uit de DDR. Tot 1980 hanteerde het IOC voor het team uit de Bondsrepubliek de afkorting GER (Duitsland). Pas vanaf de spelen van 1980 werd de afkorting FRG (Federal Republic of Germany; Bondsrepubliek Duitsland) gehanteerd.
De Bondsrepubliek deed in de periode 1968 tot en met 1988 5 keer mee aan de Zomerspelen en 6 keer aan de Winterspelen. Het is een van de 44 landen die zowel op de Zomer- als de Winterspelen een medaille haalde.
Bij de Duitse hereniging traden de Oost-Duitse deelstaten toe tot de Bondsrepubliek. Het IOC hanteert sinds die tijd weer de afkorting GER voor de Bondsrepubliek. De resultaten na 1990 staan onder het lemma Duitsland op de Olympische Spelen.

## Medailles en deelnames
De tabel geeft een overzicht van de jaren waarin werd deelgenomen, het aantal gewonnen medailles en de eventuele plaats in het medailleklassement.
| Zomerspelen | Zomerspelen | Zomerspelen | Zomerspelen | Zomerspelen | Zomerspelen |        | Winterspelen | Winterspelen | Winterspelen | Winterspelen | Winterspelen | Winterspelen |
| Jaar        | Goud        | Zilver      | Brons       | Totaal      | Rang        | Jaar   | Goud         | Zilver       | Brons        | Totaal       | Rang         |              |
| 1968        | 5           | 11          | 10          | 26          | 8           | 1968   | 2            | 2            | 3            | 7            | 8            |              |
| 1972        | 13          | 11          | 16          | 40          | 4           | 1972   | 3            | 1            | 1            | 5            | 6            |              |
| 1976        | 10          | 12          | 17          | 39          | 4           | 1976   | 2            | 5            | 3            | 10           | 5            |              |
| 1980        | -           | -           | -           | -           | -           | 1980   | 0            | 2            | 3            | 5            | 12           |              |
| 1984        | 17          | 19          | 23          | 59          | 3           | 1984   | 2            | 1            | 1            | 4            | 8            |              |
| 1988        | 11          | 14          | 15          | 40          | 5           | 1988   | 2            | 4            | 2            | 8            | 8            |              |
| Totaal      | 56          | 67          | 81          | 204         |             | Totaal | 11           | 15           | 13           | 39           |              |              |
| Tot. Z+W    | 67          | 82          | 94          | 243         |             |        |              |              |              |              |              |              |

Afghanistan · Albanië · Algerije · Amerikaans-Samoa · Amerikaanse Maagdeneilanden · Andorra · Angola · Antigua en Barbuda · Argentinië · Armenië · Aruba · Australië · Azerbeidzjan · Bahama's · Bahrein · Bangladesh · Barbados · België · Belize · Benin · Bermuda · Bhutan · Bolivia · Bosnië en Herzegovina · Botswana · Brazilië · Britse Maagdeneilanden · Brunei · Bulgarije · Burkina Faso · Burundi · Cambodja · Canada · Centraal-Afrikaanse Republiek · Chili · China · Chinees Taipei · Colombia · Comoren · Congo-Brazzaville · Congo-Kinshasa · Cookeilanden · Costa Rica · Cuba · Cyprus · Denemarken · Djibouti · Dominica · Dominicaanse Republiek · Duitsland · Ecuador · Egypte · El Salvador · Equatoriaal-Guinea · Eritrea · Estland · Ethiopië · Fiji · Filipijnen · Finland · Frankrijk · Gabon · Gambia · Georgië · Ghana · Grenada · Griekenland · Groot-Brittannië · Guam · Guatemala · Guinee · Guinee-Bissau · Guyana · Haïti · Honduras · Hongarije · Hongkong · Ierland · IJsland · India · Indonesië · Irak · Iran · Israël · Italië · Ivoorkust · Jamaica · Japan · Jemen · Jordanië · Kaaimaneilanden · Kaapverdië · Kameroen · Kazachstan · Kenia · Kirgizië · Kiribati · Koeweit · Kosovo · Kroatië · Laos · Lesotho · Letland · Libanon · Liberia · Libië · Liechtenstein · Litouwen · Luxemburg · Madagaskar · Malawi · Malediven · Maleisië · Mali · Malta · Marokko · Marshalleilanden · Mauritanië · Mauritius · Mexico · Micronesië · Moldavië · Monaco · Mongolië · Montenegro · Mozambique · Myanmar · Namibië · Nauru · Nederland · Nepal · Nicaragua · Nieuw-Zeeland · Niger · Nigeria · Noord-Korea · Noord-Macedonië · Noorwegen · Oeganda · Oekraïne · Oezbekistan · Oman · Oost-Timor · Oostenrijk · Pakistan · Palau · Palestina · Panama · Papoea-Nieuw-Guinea · Paraguay · Peru · Polen · Portugal · Puerto Rico · Qatar · Roemenië · Rusland · Rwanda · Saint Kitts en Nevis · Saint Lucia · Saint Vincent en de Grenadines · Salomonseilanden · Samoa · San Marino · Saoedi-Arabië · Sao Tomé en Principe · Senegal · Servië · Seychellen · Sierra Leone · Singapore · Slovenië · Slowakije · Somalië · Spanje · Sri Lanka · Soedan · Suriname · Swaziland · Syrië · Tadzjikistan · Tanzania · Thailand · Togo · Tonga · Trinidad en Tobago · Tsjaad · Tsjechië · Tunesië · Turkije · Turkmenistan · Tuvalu · Uruguay · Vanuatu · Venezuela · Verenigde Arabische Emiraten · Verenigde Staten · Vietnam · Wit-Rusland · Zambia · Zimbabwe · Zuid-Afrika · Zuid-Korea · Zuid-Soedan · Zweden · Zwitserland
Historische landen: Bohemen · Bondsrepubliek Duitsland · Brits-Indië · Duitse Democratische Republiek · Joegoslavië · Malaya · Nederlandse Antillen · Noord-Borneo · Noord-Jemen · Saarland · Servië en Montenegro · Sovjet-Unie · Tsjecho-Slowakije · West-Indische Federatie · Zuid-Jemen
Bijzondere deelnames: Onafhankelijke olympische atleten · Vluchtelingenteam 
 Australazië · Duits Eenheidsteam · Gemengd team · Gezamenlijk Team